# Région Sud (Nouvelle-Calédonie)
Pour les articles homonymes, voir Région Sud.
La région Sud a été l'une des quatre collectivités territoriales qui ont subdivisé le territoire d'outre-mer (TOM) français de la Nouvelle-Calédonie durant la période des « Événements » entre 1985 et 1989, servant de prémices aux trois actuelles provinces. Elle a été créée initialement par le « statut Fabius-Pisani » (ainsi nommé en référence au Premier ministre de l'époque, Laurent Fabius, et à son ministre chargé de la Nouvelle-Calédonie, Edgard Pisani) du 23 août 1985, et son découpage géographique modifié par le « statut Pons II » (en référence au nouveau ministre des DOM-TOM, Bernard Pons) du 22 janvier 1988. Elle est finalement supprimée par la loi référendaire du 9 novembre 1988 faisant suite aux accords de Matignon et appliquée à partir de 1989, et est fusionnée au sein de la nouvelle province Sud.

## Région Sud du Statut Fabius-Pisani[1]

### Géographie

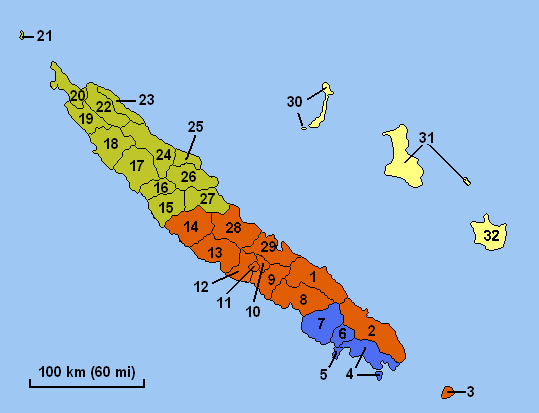
Carte des subdivisions administratives de la Nouvelle-Calédonie sous le statut Fabius-Pisani

Dans le cadre de la réforme statutaire du 23 août 1985, les limites de la région Sud correspondent à celles de ce qui est aujourd'hui considéré comme l'agglomération nouméenne (appelé « Grand Nouméa »), et dont l'expansion urbaine est à cette époque encore limitée. Elle s'étend sur 1 897,6 km2, soit le 1/5 sud de la côte ouest de la Grande Terre.
Cela correspond donc aux quatre communes suivantes :
- Nouméa (chef-lieu territorial et régional, fixé par arrêté du Haut-commissaire du 9 décembre 1965[2])
- Le Mont-Dore
- Dumbéa
- Païta

Son point culminant est alors le mont Humboldt (Païta), deuxième plus haut sommet de la Chaîne Centrale et de la Nouvelle-Calédonie avec 1 618 mètres d'altitude maximale. Elle est limitrophe de la tout aussi récente, et tout aussi éphémère, région Centre, qui la borde à l'est et au nord.

### Démographie
La région Sud est à l'époque la seule à avoir un urbanisme développé, tout en conservant de très fortes zones rurales, surtout au sud du Mont-Dore et à Païta. Au recensement de 1983, les quatre communes totalisaient 85 098 habitants, soit 58,5 % de la population totale de l'archipel sur un peu moins du dixième de sa superficie, dont 60 112 (70,64 %) à Nouméa seule, 14 614 (17,17 %) au Mont-Dore, 5 538 (6,51 %) à Dumbéa et 4 834 (5,68 %) à Païta. La densité est ainsi de 44,8 hab./km2 (mais de 1 315,4 hab./km2 à Nouméa et de 6,9 hab./km2 seulement à Païta).

### Compétences
Les compétences des régions sous le statut Fabius-Pisani sont dans un premier temps très étendues, établissant un véritable régime fédéral local : 
- le développement et aménagement régional,
- l'enseignement primaire obligatoire ainsi des langues et cultures locales,
- la vie culturelle, la jeunesse, les sports et loisirs,
- l'action sanitaire et sociale,
- le développement rural et la mise en œuvre de la réforme foncière,
- les infrastructures routières, portuaires et aéroportuaires,
- le logement.

Le « statut Pons I » du 17 juillet 1986 (qui est en fait surtout une refonte, sans en modifier le cadre institutionnel, de celui « Fabius-Pisani » afin de réviser la politique en matière de réforme foncière et de réduire les pouvoirs des régions), redéfinit ainsi ces prérogatives :
- la définition des objectifs fondamentaux de la région en matière de développement, de promotion des hommes, de mise en valeur des ressources naturelles et de protection de l'environnement,
- l'aménagement du territoire régional,
- l'intervention en matière de développement économique local,
- l'enseignement des cultures locales et promotion des langues vernaculaires (par le biais de conventions passées avec le Territoire ou l'État pour fixer les modalités d'enseignement de ces langues ainsi que pour les adaptations éventuelles des programmes aux spécificités culturelles locales),
- la définition et la mise en œuvre de l'animation culturelle.

### Institutions et politique

#### Conseil de région
La collectivité est gérée par un conseil de région de 21 membres, élu au suffrage universel direct à la proportionnelle de liste, selon la règle de la plus forte moyenne. La réunion des quatre conseils de région forment le Congrès du Territoire, l'assemblée délibérante à l'échelle de la Nouvelle-Calédonie. Le statut de 1985 étant de nature transitoire en vue de l'organisation d'un référendum d'autodétermination avant le 31 décembre 1987, la limite du mandat des conseillers de région est fixé à la date d'application de la nouvelle loi qui tirera les conséquences de cette consultation (à savoir celle reconnaissant un éventuel accès à la pleine souveraineté, sinon un texte fixant un statut plus durable au sein de la République française).
Le conseil de région élit en son sein, lors de sa première réunion, un président et deux vice-présidents, au vote uninominal secret à trois tours maximum. Le président prépare et exécute les délibérations du conseil, et peut déléguer certaines de ses attributions à ses vice-présidents. Il est également, avec ses homologues des autres régions et sous la direction du président du Congrès du Territoire, membre du Conseil exécutif chargé d'« assister » le Haut-commissaire de la République, délégué du gouvernement, qui assure les fonctions exécutives du Territoire.
Une seule élection régionale sous ce statut va avoir lieu, le 29 septembre 1985. Les indépendantistes du Front de libération nationale kanak et socialiste (FLNKS) de Jean-Marie Tjibaou, qui boycottait les institutions officielles depuis 1984, y participent. Dans le Sud, les anti-indépendantistes du Rassemblement pour la Calédonie dans la République (RPCR) du député Jacques Lafleur l'emportent sans surprise. En effet, Nouméa et son agglomération naissante est véritablement un fief « loyaliste ». Les maires des quatre communes sont à l'époque tous membres du RPCR : 
- Nouméa : Roger Laroque, maire depuis 1953 et à chaque scrutin réélu au 1er tour, puis, après son décès le 18 novembre 1985, son ancien 1er adjoint Jean Lèques,
- Mont-Dore : Victorin Boewa depuis 1983 et jusqu'à son décès le 17 janvier 1987, puis Pierre Frogier,
- Dumbéa : Bernard Marant depuis 1983,
- Païta : Ronald Martin depuis 1983.

Le jour du scrutin, la liste RPCR de Jacques Lafleur arrive largement en tête, avec 26 615 voix soit 70,62 % des suffrages exprimés et 17 sièges sur 21. Celle du FLNKS, tirée par l'autre député, Rock Pidjot (président de l'Union calédonienne UC, principale composante du Front, depuis sa création en 1953, député depuis 1964 et chef de la tribu de La Conception au Mont-Dore), obtient pour sa part seulement 2 820 votes (7,48 %) et 1 élu. Elle est d'ailleurs devancée par le Front national de François Néoeré qui, avec 5 263 suffrages (13,96 %), fait élire trois de ses membres au Conseil de région. N'obtiennent aucun représentant : la liste « Organisation politique d'alliances d'Opao » (OPAO) de l'ancien poids lourd de l'UC Gabriel Païta (1 245 voix, 3,3 %), celle du mouvement indépendantiste modéré de Libération kanak socialiste (LKS) emmenée par Henri Bailly (1 230 votes, 3,26 %), et enfin la petite formation « Calédonie nouvelle », à vocation centriste mais anti-indépendantiste, de l'avocat Jean Leder ferme la marche (516 bulletins, 1,37 %). La participation était alors assez élevée (à 78 %), mais moins que dans les trois autres régions.
Le conseil de la région Sud était ainsi composé, entre sa première séance le 4 octobre 1985 et le scrutin suivant du 24 avril 1988 :
- Présidents (et donc membres du Conseil exécutif du Territoire), successivement :

1. 4 octobre 1985 - 24 janvier 1986 : Jean Lèques (RPCR), démissionnaire immédiatement après son élection comme maire de Nouméa, il reste toutefois membre du conseil de région.
2. 29 janvier 1986 - 24 avril 1988 : Pierre Frogier (RPCR), maire du Mont-Dore à partir du 25 juin 1987.

- 1er Vice-présidents, successivement :

1. 4 octobre 1985 - 29 janvier 1986 : Pierre Frogier (RPCR), délégataire de compétences pour la préparation et l'exécution du budget, l'ordonnancement des dépenses, l'exécution des titres de recettes et la prise de tous actes et décisions concernant l'administration de la région, notamment pour signer les marchés publics.
2. 29 janvier 1986 - 24 avril 1988 : Jean-Claude Briault (RPCR), délégataire de compétences pour l'action sanitaire et sociale, l'enseignement et la formation professionnelle ainsi que la vie culturelle, la jeunesse, les sports et les loisirs.

- 2e Vice-présidents, successivement :

1. 4 octobre 1985 - 29 janvier 1986 : Jean-Claude Briault (RPCR)
2. 29 janvier 1986 - 24 avril 1988 : -

- 21 membres du conseil de région :
  - 17 du RPCR :

  1. Jacques Lafleur (président du parti, député depuis 1978, démissionnaire le 6 décembre 1985), remplacé par Alain Paagalua
  2. Jean Lèques (président jusqu'au 24 janvier 1986, maire de Nouméa après cette date)
  3. Albert Etuvé (président de la commission des affaires administratives, juridiques et de la fonction publique)[7]
  4. Victorin Boewa (maire du Mont-Dore depuis 1983, décédé le 17 janvier 1987), remplacé par Robert Naxué Paouta (ancien maire de Lifou de 1971 à 1983)
  5. Yves Magnier
  6. Pierre Frogier (vice-président jusqu'au 24 janvier 1986, président à partir du 29 janvier 1986, maire du Mont-Dore à partir de 1987)
  7. Charles Lavoix (président de la commission du développement économique et de l'aménagement régional)[7]
  8. Pierre Maresca (président de la commission de l'emploi et de l'action sanitaire et sociale, conseiller municipal de Nouméa depuis 1977)[7]
  9. Jean-Claude Briault (vice-président)
  10. Rose Gohe
  11. Françoise Chaverot (présidente de la commission de l'enseignement, de la culture et des sports)[7]
  12. Atélémo Taofifenua
  13. Harold Martin
  14. Didier Leroux
  15. Rolland Manea
  16. Max Frouin (président de la commission des finances)[7]
  17. Nicaise Ouillemon

  - 3 du FN :

  1. François Néoeré
  2. Michel Therin
  3. Guy George

  - 1 du FLNKS :

  1. Rock Pidjot (président de l'UC, député, chef de La Conception au Mont-Dore, démissionnaire le 30 octobre 1985), remplacé par Emmanuel Téin (UC, grand-chef de l'île Ouen au Mont-Dore)

## Région Sud du Statut Pons II[8]

### Géographie

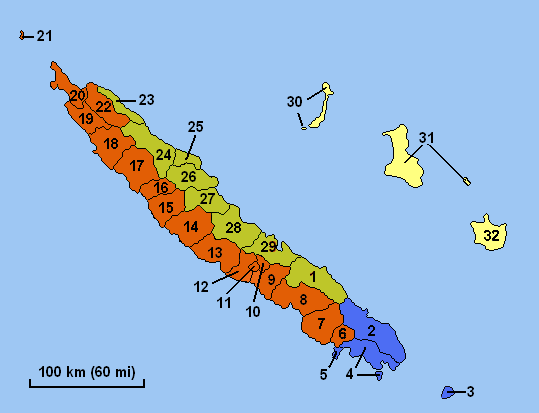
Carte des subdivisions administratives de la Nouvelle-Calédonie sous le statut Pons II

Le statut du 22 janvier 1988 modifie les contours géographiques de la région Sud, qui perd les communes de Dumbéa et Païta au profit de la nouvelle région Ouest, et gagne celles de Yaté et de l'île des Pins sur l'ancienne région Centre. Elle correspond pratiquement à l'ancienne 1re circonscription (dite circonscription sud) qui servait à élire l'Assemblée territoriale entre 1957 et 1985 (Dumbéa en faisait également partie).
Ses limites englobent désormais le « Grand Sud », à savoir les 13 % sud-est de la Grande Terre et l'île des Pins, pour une superficie de 2 179,4 km2.
Cela correspond donc aux quatre communes suivantes :
- Sur la côte ouest :
  - Nouméa (chef-lieu territorial et régional, proposé par une délibération en date du 17 mai 1988 du Conseil de région[9])
  - Le Mont-Dore
- Sur la côte est : Yaté
- Hors de la Grande Terre : Île des Pins

Son point culminant est alors le massif de Kouakoué (Yaté), dans la Chaîne Centrale. Elle est bordée au nord par les deux autres nouvelles régions du statut Pons II : Ouest et Est. Ce découpage, proposé par Dick Ukeiwé et entériné par Jacques Chirac, sert à rééquilibrer quelque peu démographiquement les quatre régions, même si la région Sud est nettement plus peuplée.

### Démographie
La région Sud est désormais un peu plus rurale que celle du statut Fabius-Pisani, puisqu'elle a abandonné sa banlieue proche de Dumbéa, et en gagnant deux communes rurales avec Yaté et l'Île des Pins. Au recensement de 1989, les quatre communes totalisaient 84 353 habitants, soit 51,4 % de la population totale de l'archipel sur un peu moins du dixième de sa superficie, dont 65 110 (77,19 %) à Nouméa seule, 16 370 (19,41 %) au Mont-Dore, 1 465 (1,74 %) à l'île des Pins et 1 408 (1,67 %) à Yaté. La densité est ainsi plus faible que celle de la région Sud du statut Fabius-Pisani, avec 38,7 hab./km2 (mais de 1 424,7 hab./km2 à Nouméa et de 1,05 hab./km2 seulement à Yaté).

### Compétences
Le statut Pons II est adopté après le rejet de l'indépendance au référendum d'autodétermination du 13 septembre 1987 (par 98,3 % des suffrages exprimés et 58 % des inscrits, la participation n'étant que de 59,1 % du fait du boycott des indépendantistes) : son but est ainsi d'être durable, de recadrer l'autonomie du Territoire au sein de la République française et de renforcer l'aspect fédéral de la régionalisation. Les compétences des régions sont ainsi très vastes :
- le développement et l'aménagement régional,
- secteur rural : l'agriculture, la pêche côtière, l'Aquaculture et les forêts,
- le tourisme,
- ressources naturelles : les énergies nouvelles et l'exploitation des carrières,
- économie : les activités industrielles, commerciales et artisanales,
- infrastructures : les infrastructures routières, portuaires et aéroportuaires,
- action sociale : l'action sanitaire et l'habitat social,
- éducation : l'enseignement des cultures locales et la promotion des langues kanak
- culture : l'animation culturelle,
- la jeunesse et les loisirs,
- emploi : la formation professionnelle et les aides à l'emploi.

### Institutions et politique

#### Conseil de région
La composition, le mode d'élection et le fonctionnement du conseil de région n'est pas modifiée, avec toujours 21 membres élus. La durée maximale du mandat des conseillers de région est fixé à 5 ans.
Le président du conseil de région reste, avec ses homologues des autres régions, membre de droit du Conseil exécutif (aux côtés de son président et de 5 autres membres élus par le Congrès), qui assure désormais les fonctions exécutives du Territoire. Il est également le seul conseiller de région à ne pas pouvoir siéger au Congrès du Territoire. Les membres du Conseil exécutif doivent également quitter cette dernière assemblée, mais peuvent rester membres du conseil de région.

#### Politique
Une seule élection régionale sous ce statut va avoir lieu, le 24 avril 1988, dans un contexte très tendu (les indépendantistes, qui ont rejeté le statut Pons II, boycottent ce scrutin qui se déroule en plus alors que vient de commencer la prise d'otages d'Ouvéa). La région Sud, qui reste majoritairement anti-indépendantiste, est celle où la participation est la plus forte, à 82 %.
Le jour du scrutin, la liste RPCR arrive naturellement en tête, mais avec une domination moindre qu'en 1985 du fait de la percée des mouvements radicaux et nationalistes français dans l'électorat anti-indépendantiste du fait de l'instabilité. La formation de Jacques Lafleur emporte ainsi 13 des 21 sièges, contre 5 au Front national (FN) emmené par Guy George, 2 au Front calédonien (FC, parti créé en 1983 pour critiquer la « mollesse » supposée du RPCR, il est fermement anti-autonomiste et départementaliste) de Claude Sarran et 1 à la liste « Entente » (formée par des dissidents du FN et du FC) d'Alain Dagostini.
Le conseil de la région Sud était ainsi composé, entre sa première séance le 29 avril 1988 et le scrutin suivant du 11 juin 1989 :
- Président (et donc membre du Conseil exécutif du Territoire) : Jacques Lafleur (président du RPCR, député depuis 1978, conseiller municipal de Nouméa depuis 1983).
- 1er Vice-président (délégataire des pouvoirs de l'ordonnateur du budget et chargé des compétences liées au secteur rural, aux ressources naturelles, aux affaires économiques et aux infrastructures) : Daniel Laborde (1er adjoint au maire de Nouméa, Jean Lèques, depuis 1986)
- 2e Vice-président (RPCR, chargé des compétences liées au tourisme, aux affaires sociales, à l'emploi, à l'éducation, à la culture, à la jeunesse et aux tourismes) : Jean-Claude Briault (RPCR)
- 21 membres du conseil de région :
  - 13 du RPCR (en gras ceux qui sont restés également membres du Congrès) :

  1. Jacques Lafleur (président)
  2. Jean Lèques (maire de Nouméa depuis 1986, démissionnaire le 20 novembre 1988), remplacé par Christian Prost (également membre élu du Conseil exécutif)
  3. Rose Gohe (présidente de la commission de l'enseignement, de la culture, de la jeunesse et des loisirs)[10]
  4. Albert Etuvé (président du Congrès)
  5. Daniel Laborde (1er vice-président)
  6. Pierre Frogier (président de la commission des finances, également membre élu du Conseil exécutif, maire de Nouméa depuis 1987)[10]
  7. Charles Lavoix (président de la commission du développement économique et de l'aménagement régional, également membre élu du Conseil exécutif)[10]
  8. Henri Leleu (président de la commission des affaires administratives, juridiques et de la fonction publique)[10]
  9. Jean-Claude Briault (2e vice-président)
  10. Martin Hamu (président de la commission de la formation professionnelle, de l'emploi et de l'action sanitaire et sociale, également membre élu du Conseil exécutif)[10]
  11. Atélémo Taofifenua
  12. Pierre Maresca (conseiller municipal de Nouméa depuis 1977)
  13. Françoise Chaverot

  - 5 du FN :

  1. Guy George
  2. Liliane Loyau
  3. Michel Therin
  4. Bernard Herpin
  5. Sylvain Michel

  - 2 du FC :

  1. Claude Sarran
  2. Monique Barrut

  - 1 de l'« Entente » :

  1. Alain Dagostini

La région Sud vote à 60,08 % « non » lors du référendum sur l'autodétermination en Nouvelle-Calédonie du 6 novembre 1988 ratifiant les accords de Matignon, démontrant un malaise au sein de l'électorat anti-indépendantiste concernant la poignée de main entre Jacques Lafleur et Jean-Marie Tjibaou.